# Xã Jackson, Quận Harrison, Iowa
Xã Jackson (tiếng Anh: Jackson Township) là một xã thuộc quận Harrison, tiểu bang Iowa, Hoa Kỳ. Năm 2010, dân số của xã này là 479 người.